# Pocono 400
| Provas NASCAR - Monster Energy Cup 2019                               |
| Temporada Regular                                                     |
| --------------------------------------------------------------------- |
| Advance Auto Parts Clash (Daytona - Corrida de Exibição)              |
| Can-Am Duels (Daytona - Duelos Classificatórios para a Daytona 500)   |
| 1. Daytona 500 (Daytona)                                              |
| 2. Folds of Honor QuikTrip 500 (Atlanta)                              |
| 3. Pennzoil 400 (Las Vegas) (Las Vegas)                               |
| 4. TicketGuardian 500 (Phoenix)                                       |
| 5. Auto Club 400 (Auto Club)                                          |
| 6. STP 500 (Martinsville)                                             |
| 7. O'Reilly Auto Parts 500 (Texas)                                    |
| 8. Food City 500 (Bristol)                                            |
| 9. Toyota Owners 400 (Richmond)                                       |
| 10. GEICO 500 (Talladega)                                             |
| 11. AAA 400 Drive for Autism (Dover)                                  |
| 12. KC Masterpiece 400 (Kansas)                                       |
| Monster Energy Open (Charlotte - Repescagem para a Corrida do Milhão) |
| Monster Energy NASCAR All-Star Race (Charlotte - Corrida do Milhão)   |
| 13. Coca-Cola 600 (Charlotte)                                         |
| 14. Pocono 400 (Pocono)                                               |
| 15. FireKeepers Casino 400 (Michigan)                                 |
| 16. Toyota/Save Mart 350 (Sonoma)                                     |
| 17. Camping World 400 (Chicagoland)                                   |
| 18. Coke Zero 400 (Daytona 2)                                         |
| 19. Quaker State 400 (Kentucky)                                       |
| 20. Foxwoods Resort Casino 301 (New Hampshire)                        |
| 21. Gander Outdoors 400 (Pocono 2)                                    |
| 22. Go Bowling at The Glen (Watkins Glen)                             |
| 23. Consumers Energy 400 (Michigan 2)                                 |
| 24. Bass Pro Shops NRA Night Race (Bristol 2)                         |
| 25. Bojangles' Southern 500 (Darlington)                              |
| 26. Brickyard 400 (Indianápolis)                                      |
| Provas dos Playoffs                                                   |
| Round of 16                                                           |
| 27. South Point 400 (Las Vegas 2)                                     |
| 28. Federated Auto Parts 400 (Richmond 2)                             |
| 29. Bank of America Roval 400 (Charlotte - Roval)                     |
| Round of 12                                                           |
| 30. Gander Outdoors 400 (Dover 2)                                     |
| 31. 1000Bulbs.com 500 (Talladega 2)                                   |
| 32. Hollywood Casino 400 (Kansas 2)                                   |
| Round of 8                                                            |
| 33. First Data 500 (Martinsville 2)                                   |
| 34. AAA Texas 500 (Texas)                                             |
| 35. Can-Am 500 (Phoenix 2)                                            |
| Championship 4                                                        |
| 36. Ford EcoBoost 400 (Homestead-Miami)                               |
| Provas inativas/extintas                                              |
| Alamo 500 (1972-73)                                                   |
| Budweiser 400 (1970-81)                                               |
| Budweiser NASCAR 400 (1979-81)                                        |
| Carolina Dodge Dealers 400(1952, 1957-2004)                           |
| Coca-Cola 500 (Motegi) (1998)                                         |
| Coors 420 (1973-84)                                                   |
| First Union 400 (1951-85)                                             |
| ISM Connect 300 (1997-2017)                                           |
| Kobalt Tools 500 (1960-2010)                                          |
| Los Angeles Times 500 (1971-72, 1974-80)                              |
| Music City USA 420 (1973-80)                                          |
| Myers Brothers 200 (1962)                                             |
| Northern 300 (1958-59, 1967-72)                                       |
| Pepsi 420 (1958-84)                                                   |
| Pepsi Max 400 (2004-2010)                                             |
| Pop Secret Microwave Popcorn 400 (1965-2003)                          |
| Subway 400 (1966-2004)                                                |
| NASCAR Thunder 100 (1996-97)                                          |
| Tyson Holly Farms 400 (1949-96)                                       |
| Winston Western 500 (1958-87)                                         |

A Pocono 400 é a primeira de 2 provas realizadas anualmente no Pocono Raceway no estado da Pensilvânia pela Monster Energy NASCAR Cup Series. A distância percorrida na prova é de 400 milhas ou 644 km, porém de 1982 a 2011 era de 500 milhas ou 805 km.
De 1982 a 2021, uma segunda corrida na pista (realizada pela última vez como um evento de 325 milhas (523 km)) também fazia parte da programação da Cup Series, realizada todos os meses de junho; foi substituído por uma corrida no World Wide Technology Raceway em 2022.

## Vencedores
- 2018 - Martin Truex Jr.
- 2017 - Ryan Blaney
- 2016 - Kurt Busch
- 2015 - Martin Truex, Jr.
- 2014 - Dale Earnhardt, Jr.
- 2013 - Jimmie Johnson
- 2012 - Joey Logano
- 2011 - Jeff Gordon
- 2010 - Denny Hamlin
- 2009 - Tony Stewart
- 2008 - Kasey Kahne
- 2007 - Jeff Gordon
- 2006 - Denny Hamlin
- 2005 - Carl Edwards
- 2004 - Jimmie Johnson
- 2003 - Tony Stewart
- 2002 - Dale Jarrett
- 2001 - Ricky Rudd
- 2000 - Jeremy Mayfield
- 1999 - Bobby Labonte
- 1998 - Jeremy Mayfield
- 1997 - Jeff Gordon
- 1996 - Jeff Gordon
- 1995 - Terry Labonte
- 1994 - Rusty Wallace
- 1993 - Kyle Petty
- 1992 - Alan Kulwicki
- 1991 - Darrell Waltrip
- 1990 - Harry Gant
- 1989 - Terry Labonte
- 1988 - Geoffrey Bodine
- 1987 - Tim Richmond
- 1986 - Tim Richmond
- 1985 - Bill Elliott
- 1984 - Cale Yarborough
- 1983 - Bobby Allison
- 1982 - Bobby Allison